# Aire urbaine de Villefranche-de-Rouergue
L'aire urbaine de Villefranche-de-Rouergue est une aire urbaine française centrée sur la ville de Villefranche-de-Rouergue.

## La notion d'aire urbaine
D'après l'INSEE, une aire urbaine est un ensemble de communes, composé de communes urbaines (faisant partie de l'agglomération) et de communes rurales (faisant partie de la couronne périurbaine). Pour qu'une commune soit membre d'une aire urbaine, il faut qu'au moins 40 % de ses habitants travaille dans le pôle urbain (l'agglomération) ou la ville-centre (ici, Villefranche-de-Rouergue).

## Caractéristiques
En 2020, l'Insee définit un nouveau zonage d'étude : les aires d'attraction des villes. L'aire d'attraction de Villefranche-de-Rouergue remplace désormais son aire urbaine, avec un périmètre différent.
D'après la définition qu'en donne l'INSEE, l'aire urbaine de Villefranche-de-Rouergue est composée de 16 communes, situées dans l'Aveyron et le Lot.
2 communes de l'aire urbaine sont des pôles urbains Toulonjac et Villefranche-de-Rouergue.
Son pôle urbain est l'unité urbaine de Villefranche-de-Rouergue (couramment : agglomération).

## Communes
Liste des communes appartenant à l'aire urbaine de Villefranche-de-Rouergue selon la nouvelle délimitation de 2010 et sa population municipale en 2017 (liste établie par ordre alphabétique) :

| Nom                      | Code Insee | Statut | Superficie (km2) | Population (dernière pop. légale) | Densité (hab./km2) |
| ------------------------ | ---------- | ------ | ---------------- | --------------------------------- | ------------------ |
| Brandonnet               | 12034      |        | 12,22            | 291 (2022)                        | 24                 |
| La Capelle-Balaguier     | 12053      |        | 13,36            | 345 (2022)                        | 26                 |
| Laramière                | 46154      |        | 22,08            | 353 (2022)                        | 16                 |
| Maleville                | 12136      |        | 36,35            | 953 (2022)                        | 26                 |
| Martiel                  | 12140      |        | 46,71            | 989 (2022)                        | 21                 |
| Monteils                 | 12150      |        | 17,19            | 469 (2022)                        | 27                 |
| Morlhon-le-Haut          | 12159      |        | 22,09            | 555 (2022)                        | 25                 |
| Promilhanes              | 46227      |        | 14,55            | 229 (2022)                        | 16                 |
| Puyjourdes               | 46230      |        | 7,83             | 90 (2022)                         | 11                 |
| La Rouquette             | 12205      |        | 29,81            | 774 (2022)                        | 26                 |
| Sainte-Croix             | 12217      |        | 25,88            | 736 (2022)                        | 28                 |
| Saint-Rémy               | 12242      |        | 8,98             | 307 (2022)                        | 34                 |
| Savignac                 | 12263      |        | 15,28            | 755 (2022)                        | 49                 |
| Toulonjac                | 12281      |        | 7,25             | 752 (2022)                        | 104                |
| Vailhourles              | 12287      |        | 32,41            | 651 (2022)                        | 20                 |
| Villefranche-de-Rouergue | 12300      |        | 45,85            | 11 502 (2022)                     | 251                |

## Historique
Ses 16 553 habitants et 9 communes en 1999 en faisaient la 293e aire urbaine de France.

## Évolution démographique
L'évolution démographique ci-dessous concerne l'unité urbaine selon le périmètre défini en 2010.
| 1968   | 1975   | 1982   | 1990   | 1999   | 2009   | 2011   | 2014   | 2015   |
| ------ | ------ | ------ | ------ | ------ | ------ | ------ | ------ | ------ |
| 17 019 | 18 313 | 19 211 | 19 283 | 18 952 | 20 017 | 19 758 | 20 133 | 20 241 |

| 2016   | 2017   | - | - | - | - | - | - | - |
| ------ | ------ | - | - | - | - | - | - | - |
| 20 206 | 20 155 | - | - | - | - | - | - | - |